# Stara Wieś (powiat piotrkowski)
Stara Wieś – wieś w Polsce położona w województwie łódzkim, w powiecie piotrkowskim, w gminie Rozprza.
W XVII wieku wieś nosiła nazwę Piczków.
W latach 1975–1998 miejscowość należała administracyjnie do województwa piotrkowskiego.
15 sierpnia 2008 roku, po przejściu trąby powietrznej, duża liczba domów w Starej Wsi uległa zniszczeniu. 